# Torneo Anual 2018 de Primera B (Liga Catamarqueña)
El Torneo Anual Clasificatorio 2018, de Primera B de la Liga Catamarqueña de Fútbol, comenzó en agosto de 2018 y se finalizó en noviembre de 2018.
Se disputará a dos rueda, por el sistema de todos contra todos. Tendrá un ascenso a la Temporada 2019 de Primera División.
A partir de este torneo, se incorporó provisoriamente el Club Atlético Liberal Argentino, que por el momento no será una afiliación e iniciará su participación en esta categoría.

## Ascensos y descensos
| Pos | Ascendidos a la Primera División 2018 |
| --- | ------------------------------------- |
| —   | No hubo                               |

| Prom | Descendidos de la Primera División 2017 |
| ---- | --------------------------------------- |
| 11.º | Salta Central                           |
| 12.º | Chacarita                               |
| 13.º | Estudiantes de La Tablada               |
| 14.º | Sarmiento                               |
| 15.º | Parque Daza                             |
| 16.º | Independiente (Huillapima)              |

## Formato

### Competición
- El torneo se jugará a dos ruedas, con el sistema de Todos Contra Todos.
- El equipo que ocupe el primer puesto en la Tabla de Posiciones, se consagrará campeón.
- El equipo que obtenga el primer puesto en la Tabla de Promedios, ascenderá directamente a la Primera División 2019.

## Equipos
| Equipo                                   | Barrio                    |
| ---------------------------------------- | ------------------------- |
| Club Deportivo Chacarita                 | B° La Chacarita           |
| Club Atlético Estudiantes de La Tablada  | B° La Tablada             |
| Club Atlético Independiente (Huillapima) | B° España                 |
| Club Atlético Liberal Argentino          | B° Leandro N. Alem        |
| Club Social y Deportivo Parque Daza      | B° Villa Parque Chacabuco |
| Club Deportivo Salta Central             | B° Parque América         |
| Club Atlético Sarmiento                  | B° Las Margaritas         |

### Distribución geográfica de los equipos
| Departamento | Cant. | Equipos                                                                            |
| ------------ | ----- | ---------------------------------------------------------------------------------- |
| Capital      | 6     | Chacarita, Estudiantes, Liberal Argentino, Parque Daza, Salta Central y Sarmiento. |
| Capayán      | 1     | Independiente (Huillapima)                                                         |
| Total        | 7     |                                                                                    |

## Tabla de posiciones
| Pos. | Equipo            | Pts. | PJ | PG | PE | PP | GF | GC | Dif. |
| ---- | ----------------- | ---- | -- | -- | -- | -- | -- | -- | ---- |
| 01.º | Salta Central     | 29   | 12 | 9  | 2  | 1  | 34 | 14 | 20   |
| 02.º | Sarmiento         | 28   | 12 | 9  | 1  | 2  | 28 | 14 | 14   |
| 03.º | Estudiantes       | 19   | 12 | 6  | 1  | 5  | 19 | 22 | −3   |
| 04.º | Chacarita         | 15   | 12 | 5  | 0  | 7  | 22 | 25 | −3   |
| 05.º | Independiente (H) | 14   | 12 | 4  | 2  | 6  | 17 | 25 | −8   |
| 06.º | Parque Daza       | 11   | 12 | 3  | 2  | 7  | 25 | 31 | −6   |
| 07.º | Liberal Argentino | 5    | 12 | 1  | 2  | 9  | 10 | 24 | −14  |

|  | El equipo que ocupe esta posición se consagrará campeón. |

### Evolución de las posiciones
| Equipo / Fecha            | 1    | 2    | 3    | 4    | 5    | 6    | 7    | 8    | 9    | 10   | 11   | 12   | 13   | 14   |
| ------------------------- | ---- | ---- | ---- | ---- | ---- | ---- | ---- | ---- | ---- | ---- | ---- | ---- | ---- | ---- |
| Chacarita                 | 05.° | 06.° | 06.° | 05.° | 03.° | 04.° | 06.° | 06.° | 06.° | 05.° | 04.° | 04.° | 04.° | 04.° |
| Estudiantes de La Tablada | 03.° | 01.° | 01.° | 01.° | 02.° | 02.° | 03.° | 03.° | 03.° | 03.° | 03.° | 03.° | 03.° | 03.° |
| Independiente (H)         | 06.° | 07.° | 05.° | 06.° | 06.° | 06.° | 05.° | 04.° | 05.° | 06.° | 06.° | 05.° | 05.° | 05.° |
| Liberal Argentino         | 04.° | 05.° | 07.° | 07.° | 07.° | 07.° | 07.° | 07.° | 07.° | 07.° | 07.° | 07.° | 07.° | 07.° |
| Parque Daza               | 01.° | 03.° | 04.° | 03.° | 05.° | 05.° | 04.° | 05.° | 05.° | 04.° | 05.° | 06.° | 06.° | 06.° |
| Salta Central             | 01.° | 02.° | 03.° | 02.° | 01.° | 01.° | 01.° | 01.° | 01.° | 01.° | 01.° | 01.° | 01.° | 01.° |
| Sarmiento                 | 07.° | 04.° | 02.° | 04.° | 04.° | 03.° | 02.° | 02.° | 02.° | 02.° | 01.° | 02.° | 02.° | 02.° |

| 1. 2. |

## Resultados
| Chacarita                | 0 - 1 | Estudiantes   | Malvinas Argentinas | 18 de agosto | 14:30 |
| Independiente (H)        | 0 - 2 | Salta Central | La Leonera          | 18 de agosto | 15:30 |
| Parque Daza              | 2 - 0 | Sarmiento     | Malvinas Argentinas | 19 de agosto | 14:30 |
| Libre: Liberal Argentino |       |               |                     |              |       |

| Sarmiento        | 2 - 1 | Independiente (H) | La Leonera          | 25 de agosto | 14:30 |
| Estudiantes      | 5 - 2 | Parque Daza       | La Leonera          | 25 de agosto | 16:30 |
| Salta Central    | 2 - 1 | Liberal Argentino | Malvinas Argentinas | 26 de agosto | 14:30 |
| Libre: Chacarita |       |                   |                     |              |       |

| Parque Daza          | 4 - 2 | Chacarita   | La Leonera | 1 de septiembre | 14:30 |
| Independiente (H)    | 1 - 1 | Estudiantes | La Leonera | 1 de septiembre | 16:30 |
| Liberal Argentino    | 0 - 4 | Sarmiento   | La Leonera | 2 de septiembre | 14:30 |
| Libre: Salta Central |       |             |            |                 |       |

| Estudiantes        | 1 - 0 | Liberal Argentino | Malvinas Argentinas | 7 de septiembre | 15:00 |
| Chacarita          | 3 - 0 | Independiente (H) | La Leonera          | 8 de septiembre | 14:00 |
| Sarmiento          | 1 - 3 | Salta Central     | Malvinas Argentinas | 8 de septiembre | 15:00 |
| Libre: Parque Daza |       |                   |                     |                 |       |

| Independiente (H) | 2 - 1 | Parque Daza | La Leonera          | 15 de septiembre | 14:30 |
| Salta Central     | 2 - 1 | Estudiantes | La Leonera          | 15 de septiembre | 16:30 |
| Liberal Argentino | 0 - 2 | Chacarita   | Malvinas Argentinas | 16 de septiembre | 15:00 |
| Libre: Sarmiento  |       |             |                     |                  |       |

| Estudiantes              | 0 - 2 | Sarmiento         | La Leonera          | 22 de septiembre | 14:30 |
| Chacarita                | 2 - 3 | Salta Central     | Malvinas Argentinas | 22 de septiembre | 15:00 |
| Parque Daza              | 2 - 2 | Liberal Argentino | Malvinas Argentinas | 23 de septiembre | 12:30 |
| Libre: Independiente (H) |       |                   |                     |                  |       |

| Sarmiento                        | 2 - 1 | Chacarita         | La Leonera | 29 de septiembre | 15:00 |
| Salta Central                    | 2 - 0 | Parque Daza       | La Leonera | 29 de septiembre | 17:00 |
| Liberal Argentino                | 1 - 2 | Independiente (H) | La Leonera | 30 de septiembre | 15:00 |
| Libre: Estudiantes de La Tablada |       |                   |            |                  |       |

| Sarmiento                | 4 - 2 | Parque Daza       | La Leonera          | 6 de octubre | 15:00 |
| Estudiantes              | 3 - 1 | Chacarita         | Malvinas Argentinas | 6 de octubre | 16:00 |
| Salta Central            | 2 - 2 | Independiente (H) | La Leonera          | 6 de octubre | 17:00 |
| Libre: Liberal Argentino |       |                   |                     |              |       |

| Parque Daza       | 5 - 2 | Estudiantes   | La Leonera          | 13 de octubre | 15:00      |
| Liberal Argentino | 1 - 2 | Salta Central | La Leonera          | 13 de octubre | 17:00      |
| Independiente (H) | 0 - 4 | Sarmiento     | Malvinas Argentinas | Postergado    | Postergado |
| Libre: Chacarita  |       |               |                     |               |            |

| Sarmiento            | 0 - 0 | Liberal Argentino | La Leonera          | 20 de octubre | 15:00 |
| Chacarita            | 1 - 0 | Parque Daza       | Malvinas Argentinas | 20 de octubre | 16:00 |
| Estudiantes          | 1 - 0 | Independiente (H) | La Leonera          | 20 de octubre | 17:00 |
| Libre: Salta Central |       |                   |                     |               |       |

| Liberal Argentino  | 1 - 2 | Estudiantes | Malvinas Argentinas | 27 de octubre | 17:00 |
| Salta Central      | 2 - 3 | Sarmiento   | Malvinas Argentinas | 31 de octubre | 15:00 |
| Independiente (H)  | 3 - 7 | Chacarita   | Malvinas Argentinas | 31 de octubre | 17:00 |
| Libre: Parque Daza |       |             |                     |               |       |

| Parque Daza      | 1 - 4 | Independiente (H) | Malvinas Argentinas | 3 de noviembre | 15:00 |
| Chacarita        | 2 - 0 | Liberal Argentino | Malvinas Argentinas | 4 de noviembre | 15:00 |
| Estudiantes      | 0 - 4 | Salta Central     | Malvinas Argentinas | 4 de noviembre | 17:00 |
| Libre: Sarmiento |       |                   |                     |                |       |

| Salta Central            | 7 - 0 | Chacarita   | La Leonera          | 8 de noviembre | 15:00 |
| Sarmiento                | 4 - 2 | Estudiantes | La Leonera          | 8 de noviembre | 17:00 |
| Liberal Argentino        | 4 - 3 | Parque Daza | Malvinas Argentinas | 9 de noviembre | 15:00 |
| Libre: Independiente (H) |       |             |                     |                |       |

| Independiente (H)                | 2 - 0 | Liberal Argentino | La Leonera          | 17 de noviembre | 15:00 |
| Chacarita                        | 1 - 2 | Sarmiento         | La Leonera          | 17 de noviembre | 17:00 |
| Parque Daza                      | 3 - 3 | Salta Central     | Malvinas Argentinas | 18 de noviembre | 16:00 |
| Libre: Estudiantes de La Tablada |       |                   |                     |                 |       |

| 1. 2. |

|                                        |
| Club Deportivo Salta Central 5° título |
| Campeón Torneo Anual 2018 (Primera B)  |

## Tabla de Promedios
| Pos. | Equipos           | Promedio | Superliga | Anual | Total | PJ |
| ---- | ----------------- | -------- | --------- | ----- | ----- | -- |
| 1º   | Salta Central     | 2,545    | 27        | 29    | 56    | 22 |
| 2º   | Sarmiento         | 2,000    | 16        | 28    | 44    | 22 |
| 3º   | Estudiantes       | 1,666    | 11        | 19    | 30    | 18 |
| 4º   | Chacarita         | 1,272    | 13        | 15    | 28    | 22 |
| 5º   | Parque Daza       | 0,833    | 4         | 11    | 15    | 18 |
| 6º   | Independiente (H) | 0,909    | 6         | 14    | 20    | 22 |
| 7º   | Liberal Argentino | 0,416    | —         | 5     | 5     | 12 |

     Asciende a la Primera División 2019.

### Evolución de la Tabla de Promedios
| Equipo / Fecha            | 1    | 2    | 3    | 4    | 5    | 6    | 7    | 8    | 9    | 10   | 11   | 12   | 13   | 14   |
| ------------------------- | ---- | ---- | ---- | ---- | ---- | ---- | ---- | ---- | ---- | ---- | ---- | ---- | ---- | ---- |
| Chacarita                 | 04.° | 04.° | 05.° | 04.° | 03.° | 04.° | 04.° | 04.° | 04.° | 04.° | 04.° | 04.° | 04.° | 04.° |
| Estudiantes de La Tablada | 02.° | 02.° | 02.° | 02.° | 02.° | 02.° | 02.° | 02.° | 03.° | 03.° | 03.° | 03.° | 03.° | 03.° |
| Independiente (H)         | 06.° | 06.° | 06.° | 06.° | 06.° | 06.° | 06.° | 06.° | 06.° | 06.° | 06.° | 06.° | 06.° | 06.° |
| Liberal Argentino         | 07.° | 07.° | 07.° | 07.° | 07.° | 07.° | 07.° | 07.° | 07.° | 07.° | 07.° | 07.° | 07.° | 07.° |
| Parque Daza               | 05.° | 05.° | 05.° | 05.° | 05.° | 05.° | 05.° | 05.° | 05.° | 05.° | 05.° | 05.° | 05.° | 05.° |
| Salta Central             | 01.° | 01.° | 01.° | 01.° | 01.° | 01.° | 01.° | 01.° |      | 01.° | 01.° | 01.° | 01.° | 01.° |
| Sarmiento                 | 03.° | 03.° | 03.° | 03.° | 03.° | 03.° | 02.° | 03.° | 02.° | 02.° | 02.° | 02.° | 02.° | 02.° |

| 1. 2. |

## Estadísticas

### Goleadores
| Jugador                        | Equipo        | Goles |
| ------------------------------ | ------------- | ----- |
| Franco Contreras               | Salta Central | 8     |
| Gonzalo Salcedo                | Chacarita     | 8     |
| Alfredo Ramírez Silva          | Estudiantes   | 7     |
| Ángel Nieva                    | Sarmiento     | 7     |
| Matías Martín                  | Chacarita     | 7     |
| Sergio Altamirano              | Parque Daza   | 6     |
| Actualizado al 18 de noviembre |               |       |

| Alejandro Carrizo    | Salta Central     | 5 |
| Cristian Salcedo     | Salta Central     | 5 |
| Facundo Romero       | Independiente (H) | 5 |
| Marcelo Flores       | Parque Daza       | 5 |
| Facundo Chazampi     | Parque Daza       | 4 |
| Francisco Noriega    | Salta Central     | 4 |
| Lucas Alaníz         | Estudiantes       | 4 |
| Pablo Núñez          | Sarmiento         | 4 |
| Raúl Rivero          | Estudiantes       | 4 |
| Facundo Sosa         | Sarmiento         | 3 |
| Franco Guzmán        | Independiente (H) | 3 |
| Héctor Zar           | Parque Daza       | 3 |
| José Silveria        | Independiente (H) | 3 |
| Lucas Verón          | Salta Central     | 3 |
| William Herrera      | Chacarita         | 3 |
| Daniel Pérez         | Sarmiento         | 2 |
| Gabriel Barros       | Salta Central     | 2 |
| Gabriel Heredia      | Salta Central     | 2 |
| Hernán Figueroa      | Estudiantes       | 2 |
| José Utrera          | Sarmiento         | 2 |
| Luis Barrionuevo     | Chacarita         | 2 |
| Michael Lobo         | Parque Daza       | 2 |
| Nahuel Sayavedra     | Liberal Argentino | 2 |
| Néstor Tapia         | Salta Central     | 2 |
| Sergio Hernaiz Pérez | Sarmiento         | 2 |
| Agustín Soria        | Salta Central     | 1 |
| Alexis Rodríguez     | Liberal Argentino | 1 |
| Andrés Seco          | Independiente (H) | 1 |
| Ariel Vergara Seco   | Sarmiento         | 1 |
| Cristian Sotomayor   | Chacarita         | 1 |
| Enzo Segura          | Sarmiento         | 1 |
| Eric Silva           | Independiente (H) | 1 |
| Facundo Abalos       | Liberal Argentino | 1 |
| Federico Barros      | Salta Central     | 1 |
| Fernando Novillo     | Chacarita         | 1 |
| Franco González      | Independiente (H) | 1 |
| Héctor Álamo         | Parque Daza       | 1 |
| Héctor Ávila         | Parque Daza       | 1 |
| Ignacio Córdoba      | Liberal Argentino | 1 |
| Joel Rivero          | Sarmiento         | 1 |
| Jonathan Castro      | Sarmiento         | 1 |
| José Manuel Gordillo | Liberal Argentino | 1 |
| Juan Carlos Romero   | Salta Central     | 1 |
| Juan Cruz Sayavedra  | Liberal Argentino | 1 |
| Leonardo Olivera     | Parque Daza       | 1 |
| Luciano Ariza        | Independiente (H) | 1 |
| Manuel Sayavedra     | Liberal Argentino | 1 |
| Manuel Silva         | Independiente (H) | 1 |
| Matías Castro        | Sarmiento         | 1 |
| Maximiliano Rivero   | Sarmiento         | 1 |
| Nicolás Páez         | Parque Daza       | 1 |
| Nicolás Rodríguez    | Estudiantes       | 1 |
| Pablo Torres         | Estudiantes       | 1 |
| Raúl Farías          | Independiente (H) | 1 |
| Raúl Velázquez       | Parque Daza       | 1 |
| Ricardo Soria        | Liberal Argentino | 1 |
| Sergio Barrionuevo   | Liberal Argentino | 1 |
| Sergio Pérez Castro  | Sarmiento         | 1 |

### Autogoles
| Fecha      | Jugador     | Equipo        | Autogoles | Contra    |
| ---------- | ----------- | ------------- | --------- | --------- |
| 31/10/2018 | Lucas Verón | Salta Central | 1         | Sarmiento |

### Entrenadores
| Listado de entrenadores | Listado de entrenadores | Listado de entrenadores |
| Equipo                  | Fechas                  | Entrenador              |
| ----------------------- | ----------------------- | ----------------------- |
| Chacarita               | 1.ª a 7.ª Fecha         | Ramón Díaz              |
| Chacarita               | 8.ª en adelante         | Bandera de Argentina    |
| Estudiantes             | 1.ª en adelante         | Marcelo Cano            |
| Independiente (H)       | 1.ª en adelante         | Bandera de Argentina    |
| Liberal Argentino       | 1.ª en adelante         | Raúl Soria              |
| Parque Daza             | 1.ª en adelante         | Bandera de Argentina    |
| Salta Central           | 1.ª en adelante         | Rosario Lobo            |
| Sarmiento               | 1.ª en adelante         | Bandera de Argentina    |
|                         |                         |                         |